# صدهزار دلار در آفتاب
صدهزار دلار در آفتاب (فرانسوی: Cent mille dollars au soleil‎) یک فیلم سینمایی ماجراجویانه فرانسوی-ایتالیایی به کارگردانی آنری ورنوی محصول سال ۱۹۶۴ میلادی است که در ورززات مراکش فیلم‌برداری شد. این فیلم نیز توانست در جشنواره فیلم کن ۱۹۶۴ شرکت کند.

## داستان
یک کامیون دار خشن ماشین جدیدش و محموله مرموزش (به ارزش صدهزار دلار) را به دست جدیدترین کارمندش می‌سپارد، فقط به خاطر اینکه ببیند توسط یکی از باتجربه‌ترین رانندگانش دزدیده می‌شود. حالا دوستانش بعد از او منتظرند تا کالاها را دوباره پس بگیرند. آیا یکصدهزار دلار ارزش مردن دارد؟

## بازیگران
- ژان-پل بلموندو در نقش روکو
- لینو ونتورا در نقش هرو مارک
- برنار بلیه
- آندریا پاریزی در نقش پپا
- گرت فروبه در نقش کاستیگلیانو
- هنری لمبرت در نقش رابرت
- پی‌یر کوله
- پل بونیفاس[۵]

## باکس آفیس
این فیلم با موفقیت خوب تجاری در گیشه فرانسه روبرو شد. این هفتمین فیلم محبوب سال در باکس آفیس فرانسه بود.